# Santa Barbara (Parmigianino)
Santa Barbara è un dipinto a olio su tavola (48x39 cm) del Parmigianino, databile al 1523 circa e conservato nel Museo del Prado di Madrid.

## Storia
L'opera è probabilmente quella Santa Barbara inventariata nel 1624 tra le opere acquistata dalla principessa Giulia d'Este per il cardinale Alessandro e nel 1662 nella collezione Muselli a Verona; in questo secondo elenco è riferita come "al gusto mio [una] delle più belle più belle cose dipinte dal Parmigianino [...] di lunghezza d'un braccio".
Nel 1686 l'opera risultava in Spagna, al real Alcázar di Madrid, e dal 1746 nel palazzo della Granja.
L'attribuzione al maestro parmense è accettata unanimemente dalla critica, con datazione al periodo giovanile, basata sulla somiglianza con la Vergine nella Pala di Bardi e con le Sante Apollonia e Lucia. Popham indicò in un disegno al Museo Bonnat di Bayonne (definito da Di Giampaolo "brutto") un possibile studio preparatorio per l'opera.
Se ne conoscono copie alla Mauritshuis dell'Aia (inv. 354), al Pomona College di Claremont Clariff e a Chatsworth (inv. 508).

## Descrizione e stile
Una giovane santa Barbara è rappresentata a mezza figura di profilo, girata a sinistra, su uno sfondo verde. Regge tra le mani la torre, il simbolo del suo martirio, in cui venne imprigionata dal padre.
Spicca il voluminoso panneggio della manica rosa con scollo bianco venato da nastri e riflessi dorati: vi si scorgono già le pennellate fluide e sfilacciate dello stile moderno dell'artista. I capelli sono biondi, curati nell'acconciatura, con una traccia che attraversa la nuca passando sotto le ciocche che scoprono l'orecchio e vanno a posarsi sulla spalla destra. Delicatissimo è il profilo della santa, che staglia sullo sfondo scuro aiutato anche dall'ombra proiettata del volto, con caratteristiche fisiche tipiche della produzione dell'artista, quali la fronte leggermente bombata, il labbro superiore sporgente, il naso piccolo e dritto.
Deciso è il disegno della mano sinistra, che appare chiara in basso, con piccole lumeggiature sul bordo della camicia che sporge dalla manica dell'abito. Qualche errore minore di proporzione nell'anatomia conferma la datazione a una fase precoce.